# انجمن حمایت نسوان
انجمنِ حمایتِ نَسوان (به فارسی: انجمن حمایت از زنان) اولین سازمان زنان در افغانستان بود که در سال ۱۹۲۸ تأسیس شد. این مرکز توسط سراج البنات و ملکه ثریا طرزی تأسیس شد. هدف آن تشویق زنان به استفاده از قوانین جدید اصلاح شده در حقوق زنان توسط پادشاه امان‌الله شاه، مانند ممنوعیت تعدد زوجات و قانون جدید ازدواج و طلاق و اجرای سیاست رهایی زنان توسط دولت بود. زنان تشویق شدند تا همانند ملکه ثریا از حجاب و تفکیک جنسیتی خودداری کنند، خود را آموزش دهند و برای مشارکت در جامعه حرفه ای آماده شوند. ریاست جامعه بر عهدهٔ کبرا، خواهر پادشاه بود.
سیاست رهایی با این حال بسیار بحث‌برانگیز بود و اجرای آن در جامعه افغانستان بسیار دشوار بود و پادشاه امان‌الله خان و ملکه ثریا در سال ۱۹۲۹ از قدرت برکنار شدند. سقوط آنها از قدرت با واکنش شدید حقوق زنان در زمان جانشین آنها حبیب‌الله کلکانی همراه شد، که مکتب (مدرسه) را برای دختران ممنوع، حجاب را دوباره وارد و زنان را مجبور به جدایی جنسیتی کرد. جنبش زنان در افغانستان پس از سال‌ها دوباره پس جنگ جهانی دوم با تأسیس انجمن رفاه زنان در پی قانون اساسی ۱۹۶۴ به‌پیش گرفته شد.